# Le Passage, Lot-et-Garonne

Le Passage este o comună în departamentul Lot-et-Garonne din sud-vestul Franței. În 2009 avea o populație de 9.373 de locuitori.

## Evoluția populației
| An        | 1975  | 1982  | 1990  | 1999  | 2006  | 2009  |
| --------- | ----- | ----- | ----- | ----- | ----- | ----- |
| Populație | 7.862 | 8.553 | 8.875 | 8.827 | 9.097 | 9.373 |